# Шерман, Венди
Венди Рут Шерман (англ. Wendy Ruth Sherman; род. 7 июня 1949, Балтимор, Мэриленд, США) — американский дипломат. С апреля 2021 по 28 июля 2023 года занимала пост заместителя государственного секретаря США. До вступления в эту должность она была профессором практики общественного управления и директором Центра общественного управления в Школе управления им. Джона Ф. Кеннеди, старшим советником в фирме Albright Stonebridge Group и старшим научным сотрудником Белферовского центра науки и международных отношений школы им. Джона Ф. Кеннеди.

## Биография
Шерман являлась директором комитета политических действий EMILY's List, директором управления по защите детей в штате Мэриленд, президентом и Chief Executive Officer финансового конгломерата Fannie Mae Foundation. С 1997 по 2001 год работала Советником Государственного департамента США в администрации президента США Билла Клинтона. Она также была специальным советником Клинтона и государственного секретаря Мадлен Олбрайт и координатором политики по Северной Корее. Шерман сыграла важную роль в переговорах, связанных с программами Северной Кореи по ядерному оружию и баллистическим ракетам.
С 2011 по 2015 она работала при Хиллари Клинтон и Джоне Керри в качестве заместителя государственного секретаря по политическим вопросам. В этой роли Шерман была ведущим переговорщиком по иранской ядерной сделке. 16 января 2021 года избранный президент Джо Байден официально объявил, что хочет назначить её на пост заместителя государственного секретаря США Энтони Блинкена. 11 марта 2021 года о выдвижении сообщил Комитет Сената США по международным отношениям. 13 апреля 2021 года её кандидатура была одобрена Сенатом в полном составе 56 голосами против 42. Она первая женщина, занявшая этот пост.
Представляла американскую сторону на переговорах России и США о гарантиях безопасности и деэскалации напряжённости в отношениях России и Украины (10 января 2022 года).